# Splunk
Splunk — американская компания, разработчик программного обеспечения для обработки и анализа машинно-генерируемых данных. Штаб-квартира находится в Сан-Франциско. Основана в 2003 году, по состоянию на 2018 год объединяла 3500 сотрудников в офисах в 12 странах мира. В 2023 году поглощена корпорацией Cisco. Основной продукт — тиражируемая система анализа машинных данных и операционной деятельности в сфере информационных технологий для организаций.

## История
Компания основана в 2003 году Майклом Баумом, Эриком Своном и Робом Дасом. Основной одноимённый продукт выпущен впервые 2006 году. В 2011 году был выпущен продукт Splunk Storm — облачная версия основной системы Splunk.
В 2013 году компания выпустила новый продукт Hunk, предназначенный для обработки и анализа больших объёмов данных, хранящихся в Hadoop.
В феврале 2019 года Splunk прекратила продажи в России.
В 2023 году было объявлено о поглощении корпорацией Cisco, сделка завершена в 18 марта 2024 года.

## Система Splunk
Основной программный продукт — одноимённая тиражируемая система анализа операционной деятельности в области информационных технологий, собирающая и анализирующая большие объёмы машинных данных со всех физических, виртуальных и облачных сред ИТ-инфраструктуры организации. Собранные данные индексируются, в процессе обращения к данным, записанным ранее без моделирования, система преобразует машинные данные в формат «ключ — значение», после этого данные становятся доступными для поиска и анализа через веб-интерфейс. В продукте не используется какая-либо предопределённая схема обработки данных, и ориентирована на работу произвольными форматами с системных журналов.
Система позволяет осуществлять поиск как по данным в реальном времени, так и по архивным данным, на основе результатов поиска Splunk даёт возможность: анализировать полученные результаты с помощью средств визуализации (используется библиотека D3.js), формировать отчёты и предупреждения, создавать систему мониторинга и уведомлений в реальном времени. Предусмотрена возможность расширения — можно создавать новые приложения средствами специализированной платформы разработки, поставляемой со Splunk.
Применяется для поиска и устранения неполадок в ИТ-инфраструктуре, мониторинга нарушений системы безопасности, предотвращения атак, получения информации для бизнес-аналитики, оптимизации рабочего процесса предприятия и увеличения производительности, для работы с разнообразными большими массивами промышленных данных и данными от IoT.
Продукт имеет два типа лицензий — бесплатную и корпоративную. Лицензирование осуществляется на основе ежедневно обрабатываемого объёма данных. Бесплатная версия Splunk позволяет индексировать до 500 Мбайт данных в день. В корпоративной версии нет ограничений по объёму данных; по сравнению с бесплатной версией она поддерживает развёртывание в многопользовательской, распределенной среде и включает в себя функцию генерации предупреждений, ролевую модель безопасности, технологию единого входа, доставку файла PDF по расписанию и другие возможности.

### Splunkbase
Splunkbase — это сообщество, где пользователи могут найти приложения и модули для Splunk. а также предоставить быстрый и простой интерфейс.
По состоянию на октябрь 2019 года на платформе было доступно более 2000 приложений.
Интеграция с Splunkbase включает приложение Splunk для New Relic, расширенный модуль ForeScout для Splunk и приложение Splunk для AWS.